# Mondial 125 Monoalbero

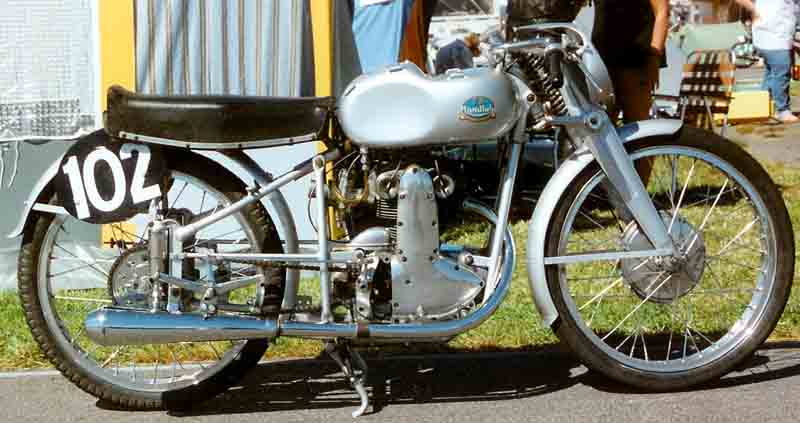
De tweede versie uit 1953 met een langer, enkel zadel, de rem- en schakelset naast het achterwiel en een "deuk" in de tank voor het hoofd van de rijder

De Mondial 125 Tipo Competizione, beter bekend als Mondial 125 Monoalbero, is een productieracer die het Italiaanse merk FB Mondial in een kleine serie (waarschijnlijk ca. 100 stuks) bouwde van 1952 tot 1954. 

## Ontstaan
Mondial was in de seizoenen 1949, 1950 en 1951 wereldkampioen in de 125cc-klasse geworden. Dat was gebeurd met de Mondial 125 Bialbero, een fabrieksracer met een dubbele bovenliggende nokkenas ("Bialbero"). Daarop bracht met twee sportmodellen op de markt: de Mondial 125 Sport en de Mondial 125 Super Sport, die op de binnenlandse markt goed verkochten. 
Intussen kwam de 125cc-klasse maar moeilijk van de grond omdat privérijders aan de start moesten komen met opgevoerde normale straatmotoren en bij de Ultra-Lightweight TT van 1951 op Man verschenen machines van DOT, Sun en DMW met Villiers-motoren, BSA Bantams en Royal Babies. Dit waren zonder uitzondering tweetaktmotoren, terwijl de echte fabrieksracers al allemaal viertaktmotoren hadden. 
Mondial zag een gat in de markt en kon door het uitbrengen van een viertakt-productieracer de ontwikkelingskosten van de fabrieksracers bekostigen. 

## Mondial 125 Monoalbero
De Mondial 125 Monoalbero "Competizione Cliente" werd op de motorshow van Milaan in januari 1952 gepresenteerd, als "de snelste sportmotor ter wereld". 
Ze was rechtstreeks afgeleid van de 125 Bialbero, met vrijwel hetzelfde frame, maar met een enkele bovenliggende nokkenas ("Monoalbero"). Ondanks de aanduiding "sportmotor" was het een pure racemotor, met achterwaarts geplaatste voetsteunen en vanaf 1953 zelfs een verlaging aan de voorkant van de tank waar de coureur zijn hoofd kon rusten om achter het kleine stuurkuipje te kruipen. Een punt van kritiek was de stugheid van het frame, wat waarschijnlijk veroorzaakt werd door de toepassing van plunjervering achter in plaats van een swingarm.
Waarschijnlijk werd de Monoalbero ook geleverd met verlichting en kickstarter om gehomologeerd te zijn voor de Italiaanse lange-afstandraces. Dit was de "Strada"-versie, terwijl de machines zonder verlichting en kickstarter de "Corsa"-versie vormden. 
De privérijders voeren er wel bij: de Mondial 125 Monoalbero veroverde het Italiaans kampioenschap in 1952, 1953 en 1954, de Italiaanse constructeurstitel in 1954, het Nederlands kampioenschap in 1953 en 1954 en het Oostenrijks kampioenschap in 1952 en 1953. Het grootste succes was de overwinning van Tarquinio Provini in de Spaanse Grand Prix van 1954. Provini had de beschikking over een Bialbero, maar gaf de voorkeur aan de Monoalbero die in Spanje was om geleverd te worden aan een dealer in Barcelona. 
Toen in 1957 Mondial, Moto Guzzi, Gilera en (aanvankelijk) MV Agusta besloten om uit het wereldkampioenschap wegrace te stappen werd een aantal Monoalbero's verkocht aan Giuseppe Pattoni, die Lino Tonti opdracht gaf om uit deze machines de Paton 125 Bialbero te ontwikkelen.